# Benoît Rivière
Benoît Marie Pascal Rivière (ur. 14 września 1954 w Brive-la-Gaillarde) – francuski duchowny katolicki, biskup Autun od 2006.

## Życiorys
W 1979 wstąpił do Monastycznych Wspólnot Jerozolimskich i rozpoczął studia filozoficzne w Aix-en-Provence. W 1983 opuścił zgromadzenie i kontynuował studia jako alumn archidiecezji Marsylii.
Święcenia kapłańskie otrzymał 18 września 1983. Był m.in. wikariuszem biskupim odpowiedzialnym za duszpasterstwo młodzieży (1995-2000) oraz koordynatorem diecezjalnym kapelanów licealnych (1996-2000).

### Episkopat
14 grudnia 2000 papież Jan Paweł II mianował go biskupem pomocniczym diecezji Marsylii, ze stolicą tytularną Aquae Albae in Mauretania. Sakry biskupiej udzielił mu 18 lutego 2001 ówczesny arcybiskup Marsylii – kardynał Bernard Panafieu.
8 kwietnia 2006 został biskupem ordynariuszem diecezji Autun.